# ГЕС Wūjiāngdù
ГЕС Wūjiāngdù (乌江渡水电站) — гідроелектростанція у центральній частині Китаю в провінції Ґуйчжоу. Знаходячись між ГЕС Suǒfēngyíng (вище по течії) та ГЕС Гоупітань, входить до складу каскаду на річці Уцзян — великій правій притоці Янцзи.
В межах проекту річку перекрили бетонною арково-гравітаційною греблею висотою 165 метрів та  довжиною 395 метрів. Вона утримує водосховище з об'ємом 2,3 млрд м3, в якому припустиме коливанням рівня поверхні у операційному режимі між позначками 720 та 760 метрів НРМ (під час повені до 762,8 метра НРМ).
У 1979—1981 роках станцію ввели в експлуатацію з трьома турбінами потужністю по 210 МВт. На початку 2000-х до них додали ще дві по 250 МВт і до такого ж показника модернізували всі попередні гідроагрегати. Разом вони забезпечують виробництво 4056 млн кВт-год електроенергії на рік. Турбіни встановлені на позначці 623 метра НРМ, при цьому рівень води у нижньому б'єфі становить від 626 до 668 метрів НРМ.
Видача продукції відбувається по ЛЕП, розрахованій на роботу під напругою 220 кВ.